# Platycypha lacustris
Platycypha lacustris é uma espécie de libelinha da família Chlorocyphidae.
Pode ser encontrada nos seguintes países: Camarões, República Democrática do Congo, Quénia, Tanzânia, Uganda e Zâmbia.
Os seus habitats naturais são: florestas subtropicais ou tropicais húmidas de baixa altitude e rios.
Está ameaçada por perda de habitat.